# Uspantek
L'uspantek és una llengua maia que forma part de la branca de llengües quitxés. És parlat per l'ètnia maia dels uspanteks als municipis d'Uspantán, Playa Grande Ixcán i Chicamán al departament d'El Quiché, Guatemala. També és una de les tres llengües maies, juntament amb el tzotzil i el yukatek, que ha desenvolupat un to contrastiu. Distingeix entre vocals amb to alt i vocals amb to baix.

## Fonologia

### To
L'uspantek té dos tons de fonemes, alt i baix (Can Pixabaj 2007:39). En l'escriptura, el to alt està representat per un accent agut sobre la vocal (per exemple, ráqan 'el peu'), mentre que la caiguda de to està representada per un accent agut sobre la primera vocal seguida per una vocal no marcada (per exemple, júun 'un').
El to alt es produeix en la penúltima síl·laba, quan l'última síl·laba conté una vocal curta. A més es produeix en els següents contextos (Can Pixabaj 2007).
- Formes possessives de substantius inalienables, tot i que les excepcions abunden.
- Morfemes individuals bisíl·labs, especialment aquells amb /a/ o /i/ curta en la síl·laba final.
- Els verbs intransitius amb el sufix - ik
- Paraules amb tres síl·labes, amb algunes excepcions
- Préstecs

Els següents tipus de paraules no tenen to.
- Paraules amb estructura CV'C no afegeixen to a la penúltima síl·laba quan s'afegeixen els afixos.
- Monosíl·labs amb vocals llargues que no tenen to no afegeixen to a les penúltimes síl·labes quan s'afegeixen els afixos.

El to descendent es produeix en les vocals llargues, i en els contextos (Can Pixabaj 2007).
- Paraules monosil·làbiques
- Síl·laba final d'una paraula polisilábica